# Велика Північна експедиція
Велика Північна експедиція — низка географічних експедицій, здійснених російськими моряками уздовж арктичного узбережжя Сибіру, до берегів Північної Америки і Японія у другій чверті XVIII століття.
Проводилася сімома самостійними загонами, експедиції яких відбулися в 1733—1743 роках.
У літературі зустрічаються інші її назви — «Друга Камчатська експедиція», «Сибірсько-Тихоокеанська експедиція», «Сибірська експедиція».

## Передісторія
Після закінчення Першої Камчатської експедиції Вітус Беринг запропонував Адміралтейств-колегії проєкт нової експедиції до берегів Північної Америки і Японії. Крім того, його проєкт передбачав опис арктичного узбережжя Сибіру.
Проєкт капітан-командора В. Беринга гаряче підтримали оберсекретар Сенату Іван Кирилов і президентом Адміралтейств-колегії Микола Головін. За їх ініціативою проєкт розширено й перероблено. Основним завданням експедиції поставлено дослідження півночі Росії від Печори до Чукотки і складання її географічного, геологічного, ботанічного, зоологічного та етнографічного опису. Крім того, планувалися морські походи до берегів Японії й Північної Америки. 28 грудня 1732 року Сенат представив указ про організацію експедиції на найвище затвердження.

## Підготовка
Малося на увазі проводити дослідження кількома загонами, кожен з яких фактично був окремою експедицією.
Узбережжя Північного Льодовитого океану розбили на п'ять ділянок:
- найзахіднішу ділянку узбережжя від Печори до Обі мав дослідити загін під командуванням Степана Муравйова[ru] (пізніше його змінив Степан Малигін[ru]), що підпорядковувався безпосередньо Адміралтейств-колегії. Всі інші загони перебували під загальним керівництвом Вітуса Беринга.[2]
- ділянку арктичного узбережжя Росії від Обі до Єнісею обстежив загін Дмитра Овцина[ru] і Дмитра Стерлєгова[ru].[2]
- на схід від Єнісею працював загін Федора Мініна.[2]
- ділянку узбережжя на захід від Лени доручено загону Василя Прончищева, Харитона Лаптєва[ru] і Семена Челюскіна.[2]
- ділянку узбережжя на схід від Лени обстежив загін Петра Ласініуса[ru] і Дмитра Лаптєва[ru].[2]

На Далекому Сході діяли два морських загони:
- загін Берінга — Чирикова[ru] мав дослідити шлях до Північної Америки.[2]
- загін Шпанберга[ru] мав скласти опис Курильських островів, берегів Охотського моря і, за можливості, досягти берегів Японії.[2]

Крім того, було два сухопутних загони:
- академічний, що складався з науковців — членів Російської академії наук, до завдань якого входило дослідження внутрішніх районів Східного Сибіру, зокрема Камчатки; спочатку в нього призначено Людовика Деліля[ru] і Й. Ґ. Ґмеліна, а потім додано Г-Ф. Міллера.[2]
- загін Петра Скобельцина[ru] і Василя Шатілова, перед яким поставлено завдання відшукати зручний річковий шлях від Верхньоудинська до Охотська.[2]

Вартість експедиції становила понад 360 тис. рублів. До роботи основних і допоміжних загонів залучено кілька тисяч осіб, безпосередньо науковими дослідженнями займалися понад 550 осіб. В Архангельську, Тобольську, Якутську і в Охотську для експедиції побудовано кілька спеціальних суден. Для забезпечення експедиції залізними виробами під Якутськом побудовано Тамгінський залізоробний завод.

## Діяльність загонів

### Двінсько-Обський загін
Першим почав свою діяльність найзахідніший загін експедиції, що підпорядковувався безпосередньо Адміралтейств-колегії. Йому належало описати давно освоєну поморами ділянку арктичного узбережжя Росії і знайти морський прохід до гирла Обі.
У липні 1734 року загін вийшов з Архангельська на кочах «Експедиціон» і «Об» під командою С. В. Муравйова і М. С. Павлова. Однак протягом двох років загін не зміг просунутися в Карському морі на схід далі острова Білий і рішенням Адміралтейств-колегії Муравйова і Павлова відсторонено від керівництва. Загін очолив С. Г. Малигін. На допомогу йому з Архангельська направлено два боти під командою О. І. Скуратова й І. М. Сухотіна. Загін у складі двох ботів і коча «Експедиціон» зумів досягти лише західного узбережжя півострова Ямал і через суцільний лід був мусив повернутися на зимівлю.
У липні 1737 року загін знову вийшов у плавання і в серпні досяг проходу в Обську губу з протоки між півостровом Ямал і островом Білий (нині протока Малигіна). Піднявшись по Обі, кораблі 2 жовтня прибули в Березов.
Завдяки шестирічній діяльності загону складено карти південно-східної частини Баренцового моря і приобської частини Карського моря.

### Обсько-Єнісейський загін
Завданням загону було дослідження берега між гирлами Обі і Єнісею.
У січні 1734 року в Тобольську побудовано 24-весельну дубель-шлюпку «Тобол», на якій під командуванням Д. Л. Овцина у травні того ж року загін вийшов у море. Однак походи 1734—1736 років були недалекими, оскільки, через потужні льоди в Обській губі, доводилося повертатися в Тобольськ.
За наказом Адміралтейств-колегії побудовано нове експедиційне судно — бот «Об-Почтальон», який у червні 1737 року прибув до Обдорська, де зимував загін Овцина. У серпні того ж року на двох суднах по вільному від льодів морю загону Овцина вдалося досягти Єнісейської затоки, виконавши своє завдання.
Дотримуючись інструкції Адміралтейств-колегії Овцин передав бот «Об-Почтальон» Ф. О. Мініну і доручив йому скласти опис берегів від Єнісейської затоки до гирла річки Хатанги навколо півострова Таймир. Наприкінці липня 1738 року Мінін зі своїм помічником Д. В. Стерлєговим вийшов у море і 16 серпня досяг мису з координатами 73°29 ' пн. ш. і повернувся на місце зимівлі.
Літня кампанія 1739 року затрималася з вини місцевої адміністрації і не принесла помітних результатів.
За наказом Мініна в січні 1740 року Стерлєгов вирушив у сухопутну експедицію на схід від Єнісею. Йому вдалося пройти на північний схід від річки Пясіни й описати узбережжя від мису Північно-Східний до 75°29' пн. ш.
У 1740 і 1742 роках Мінін на боті «Об-Почтальон» намагався пройти до гирла Хатанги, але суцільні льоди перешкодили цьому. 1743 року діяльність Обсько-Єнісейського загону закінчено.

### Ленсько-Єнісейський загін
Ленсько-Єнісейський (також Ленсько-Хатанзький або Західно-Ленський) загін розпочав роботу влітку 1735 року. В Якутську побудовано дубель-шлюпку "Якутськ", на якій загін під командою Василя Прончищева 25 серпня досяг гирла річки Оленьок, де зазимував через виявлену течу.
У серпні 1736 року почалося нове плавання і судно досягло Хатанзької затоки, а потім попрямувало вздовж східного берега Таймиру на північ. Досягнувши мису, що згодом отримав його ім'я і найпівнічнішого пункту (77°25'), Прончищев мусив лягти на зворотний курс. 29 серпня Прончищев помер, а 2 вересня «Якутськ» увійшов у гирло річки Оленьок, де через кілька днів померла й дружина Прончищева — Тетяна, перша полярна дослідниця.
У грудні 1737 року Адміралтейств-колегія призначила новим керівником загону Х. П. Лаптєва. У червні 1739 року «Якутськ» із гирла Лени вирушив на північний захід до острова Бегичів, а потім уздовж східного берега півострова Таймир. Досягнувши 22 серпня широти 76°47', судно повернуло назад і зазимувало на Хатанзі.
Літня кампанія 1740 року тривала всього місяць і закінчилася тим, що дубель-шлюпка була розчавлена льодами. Втративши кілька людей померлими, загін пішки дістався до місця минулорічної зимівлі. Отримавши дозвіл Адміралтейств-колегії, Лаптєв розділив загін на три партії і почав опис берегів Таймиру зі суші. Групі С. І. Челюскіна вдалося досягти найпівнічнішої точки Євразійського материка, яка носить нині його ім'я.

### Ленсько-Колимський загін
У Якутську для загону побудовано бот «Іркутськ». 1735 року, спустившись до гирла Лени разом з дубель-шлюпкою «Якутськ» Ленсько-Єнісейського загону, 18 серпня загін досяг річки Хара-Улах, де зазимував. У ході зимівлі від цинги померло 37 осіб і командир загону П. Ласініус, ремонту вимагав бот «Іркутськ».
Новий командир Д. Я. Лаптєв, прибувши до місця зимівлі, продовжив роботи в серпні 1736 року. Але лише в червні 1739 року у важких льодових умовах бот зумів вийти в Східносибірське море. За попутного вітру швидко просуваючись на схід, судно в кінці серпня досягло гирла річки Індигірка, де зупинилось на зимівлю.
У 1740—1741 роках Лаптєв зробив дві безуспішні спроби пробитися крізь суцільні льоди на схід, але зумів дістатися тільки до мису Баранов Камінь.
Влітку 1742 року загін вів роботи в басейні річки Анадир, де й закінчилися його дії.

### Загін Беринга — Чирикова
Експедицію загону, яким керував Вітус Беринг, нерідко називають безпосередньо "Другою камчатською експедицією". Перед цим загоном ставилося завдання відшукати шлях до Північної Америки та островів у північній частині Тихого океану.
До літа 1740 року в Охотську під керівництвом корабельних майстрів Козьміна і Рогачова для загону побудовано два пакетботи («Святий Петро» і «Святий Павло»). У вересні того ж року кораблі під командуванням Беринга («Святий Петро») і Олексія Чирикова («Святий Павло») перейшли до берегів Камчатки, втративши в ході плавання під час шторму частину продовольства. В Авачинській бухті на Камчатці члени загону заклали острог, який пізніше виріс у місто Петропавловськ-Камчатський.
4 червня 1741 року пакетботи «Святий Петро» і «Святий Павло» попрямували до берегів Північної Америки. На початку плавання кораблі втратили один одного в сильному тумані і діяли окремо. 17 липня "Святий Петро" під командуванням Беринга досяг узбережжя Аляски. На зворотному шляху експедиція зазимувала на невеликому острові,  під час зимівлі на якому Беринг помер.
"Святий Павло" під командуванням Чирикова 15 липня 1741 досяг берегів Північної Америки, крім того, побувавши й на окремих островах, і 11 жовтня того ж року повернувся в Петропавлівський острог.

### Південний загін
Влітку 1738 року загін М. П. Шпанберга на трьох суднах — бригантині "Архангел Михаїл", дубель-шлюпі "Надія" і боті "Святий Гавриїл" — вирушили з Большерецька до берегів Японії. В густому тумані судна втратили одне одного і подальше плавання здійснювали кожне окремо. Шпанберг на "Архангелі Михаїлі" пройшов уздовж Курильської гряди, але через погану погоду і нестачу продовольства повернувся на Камчатку.
У травні 1739 року загін, поповнений шлюпом «Большерецьк», знову вийшов у море і досяг Курильських островів. 16 червня того ж року мореплавці вперше побачили північно-східний берег острова Хонсю і попрямували на південь. 22 червня відбулася зустріч з японцями. 24 червня «Архангел Михаїл» підійшов до острова Хоккайдо і незабаром попрямував назад. В. Вальтон, який командував у цьому плаванні ботом "Святий Гавриїл", відстав від Шпанберга, 16 червня підійшов до острова Хонсю і 19 червня висадився на нього. 24 липня "Святий Гавриїл" ліг на зворотний курс.
У травні 1742 року судна вийшли в нове плавання — до Курильських островів, які описували до кінця липня.

### Академічний загін
Очолив академічний загін дійсний член Петербурзької академії наук професор Г.-Ф. Міллер, який прямував до Сибіру як історіограф експедиції.
На початку серпня 1733 року загін виїхав зі Санкт-Петербурга і в кінці жовтня прибув до Казані, де розпочав організацію метеорологічних спостережень. Наприкінці грудня того ж року загін прибув до Єкатеринбурга, де також здійснював спостереження за температурою і тиском повітря, вітром, атмосферними явищами, полярними сяйвами (А. Татищев, геодезист Н. Каркадінов, учитель арифметики Ф. Санніков).
У січні 1734 року академічний загін прибув до Тобольська, звідти професор Де ла Кроер вирушив з обозом Чирикова на схід. Міллеру і Й. Ґ. Ґмеліну керівник експедиції Беринг дозволив продовжувати подорож самостійно.
З Тобольська загін по Іртишу дістався до Омська, потім відвідав Ямишевську фортецю, Семипалатинськ і Усть-Каменогорськ. Міллер, крім архівної роботи, проводив археологічні розкопки, Гмелін — організовував метеорологічні спостереження. В дорозі мандрівники вивчали флору і фауну, збирали колекції рідкісних рослин, проводили геологічні дослідження.
Взимку і навесні 1735 року вчені відвідали Єнісейськ, Красноярськ, Іркутськ, переправилися через Байкал і побували в Селенгінську і Кяхті. Влітку того ж року загін побував у Читинському острозі і в Нерчинську, де досліджував стародавні пам'ятники, могильні кургани та рудні копальні. Восени 1735 року загін повернувся до Іркутська.
У січні 1738 року С. П. Крашенинников у супроводі двох козаків і писаря Осипа Аргунова вирушив для дослідження теплих джерел на березі однієї з приток річки Велика Баня, а потім до Авачинської сопки. У середині січня 1739 року загін на нартах прибув до Нижньокамчатська, де вчений організував метеорологічні спостереження. 1740 року Крашенинников на собачих нартах здійснив кругову подорож північною частиною Камчатки.
1740 року Йоганн Фішер разом з Якобом Лінденау здійснив подорож із Сургута в Охотськ, де обстежив місцевий архів. У дорозі він склав докладний історико-географічний опис шляху до Охотська. Після цього Фішер більше року працював у Якутську, де 1742 року його заарештували за неправдивим звинуваченням, але незабаром виправдали і звільнили. До початку 1746 року Фішер жив у Томську, а в грудні 1746 року повернувся до Санкт-Петербурга.
Напарник Фішера в дорозі до Охотська Якоб Лінденау здійснив самостійну подорож Сибіром. 1741 року він склав опис шляху річкою Лена, а потім повернувся до Охотська. У 1742—1744 роках він зробив низку походів сибірськими річками, склавши опис Удського острога, річки Уди, Ведмежих і Шантарських острів. У серпні 1746 року Лінденау повернувся до Санкт-Петербурга.
Дослідження академічного загону, звані також I академічною експедицією, тривали 13 років. Праці Г.-Ф. Міллера, Й. Ґ. Ґмеліна, С. П. Крашенинникова, Г. В. Стелера, А. Д. Красильникова, Й. Е. Фішера та інших започаткували наукове вивчення Сибіру, його історії та природи.

### Верхньоудинсько-Охотська експедиція
Згідно з отриманим завданням загін Петра Скобельцина і Василя Шатилова мав знайти легший і коротший шлях від Верхньоудинська до Охотська, порівняно з відомим маршрутом через Якутськ. Причому, за особливою вказівкою Вітуса Беринга, шлях загону не мав проходити річкою Амур, через небезпеку можливих ускладнень з Цінською імперією.
У 1735—1736 роках загін вийшов з Нерчинська і пройшов униз Шилкою до річки Горбиці, а потім притоками верхнього Амуру, річками Нюкжі і Олекмі вийшов на Лену і нею дійшов до Якутська.
1737 році Скобельцин і Шатилов зробили ще одну невдалу спробу відшукати шлях до Охотська. Вони пройшли річкою Гілюй до її впадання в Зею, пройшли нею вгору, але незабаром повернули назад і повернулися в Нерчинськ.
Основною причиною невдач загону названо низьку дисципліну серед провідників з числа місцевих жителів, частина з яких просто втекла, а інша частина, замість виконання завдання, здебільшого полювала на соболя. Попри невдачу у виконанні основного завдання загону, дослідникам вдалося провести геодезичні та етнографічні дослідження на значній території Сибіру.

## Підсумки експедиції
Завдяки діяльності Великої Північної експедиції вперше описано окремі ділянки узбережжя Північного Льодовитого океану, відкрито американський берег і підтверджено наявність протоки між Азією і Америкою, відкрито й нанесено на карту Південні Курильські острови, доведено відсутність будь-яких земель між Камчаткою і Північною Америкою, обстежено узбережжя Камчатки, Охотського моря і окремі ділянки узбережжя Японії.

Карта Російської імперії 1745 року на основі результатів Великої Північної експедиції

## Примітка
1. ↑  Указ Анны Иоанновны № 6023. Апреля 17 1732 года. Именной, данный Сенату «Об отправлении капитан-командора Беринга в Камчатку»; Указ Анны Иоановны № 6041. Мая 2 1732 года. Сенатский «Об отправлении капитан-командора Беринга в Камчатку, и о правилах, каковыя он должен соблюдать в сей экспедиции»; Указ Анны Иоановны № 6042. Мая 2 1732 года. Сенатский «Об отправлении капитан-командора Беринга на морских судах для проведывания новых земель, лежащих между Америкою и Камчаткою»; Указ Анны Иоановны № 6291. Декабря 28 1732 года. Высочайшее утверждение правила, данные капитан-командору Берингу — относительно плавания его в Восточном океане [Полное собрание законов 1830: 749, 770—775, 1002—1013].
2. 1 2 3 4 5 6 7 8 9 10 11  Российский государственный музей Арктики и Антарктики. Архів оригіналу за 19 жовтня 2013. Процитовано 5 грудня 2021.
3. 1 2 3 4  Российский государственный музей Арктики и Антарктики. Архів оригіналу за 9 жовтня 2011. Процитовано 19 жовтня 2013.
4. 1 2 3 4 5 6  Российский государственный музей Арктики и Антарктики. Архів оригіналу за 19 жовтня 2013. Процитовано 5 грудня 2021.
5. 1 2 3 4  Российский государственный музей Арктики и Антарктики. Архів оригіналу за 19 жовтня 2013. Процитовано 5 грудня 2021.
6. 1 2  Российский государственный музей Арктики и Антарктики [Архівовано 2013-10-19 у Wayback Machine.]
7. 1 2 3 4 5 6 7 8  Российский государственный музей Арктики и Антарктики. Архів оригіналу за 19 жовтня 2013. Процитовано 5 грудня 2021.
8. ↑  Магидович И. П., Магидович В. И. Очерки по истории географических открытий. Т. 3. Географические открытия и исследования нового времени (середина XVII—XVIII в.). М., 1984.
9. 1 2 3 4  Березницкий С. В. Исследования геодезиста П. Н. Скобельцына в Сибири в XVIII в. [Архівовано 21 січня 2022 у Wayback Machine.] // Электронная библиотека Музея антропологии и этнографии им. Петра Великого (Кунсткамера) РАН.